# Igmánd nemzetség
Az Igmánd nemzetség (Huigman, Vigmam, Vigman, Vygman, Wigman, Wygmand) egyfalus kisnemesi nemzetség volt, melynek ősi, még szállásként (descensus) bírt birtokai a Komáromtól délre fekvő Nagyigmánd és Kisigmánd voltak.

## Története
E nemzetség nevét 1233-ban említette először oklevél Andreas de Wigman néven, Igmándi András nevében.
Igmándi I. András ispán (1233-1257) volt a család felemelkedésének elindítója. Ő volt az, aki megszerezte Bándot, azaz Séget, Billegét, Tótvázsonyt és Csanakot. Az ő idejében 1233-ban Igmándon a nemzetségnek már 16 férfi tagját számolták össze.
A hamar szétágazott nemzetségnek azonban csak egy ága állapítható meg összefüggően, a többi ág csak töredékeiben maradt fenn.

### Essegvári-ág
- I. Andrással, Farkas fiával kezdődik az I. ág, kit már 1233 előtt is tekintélyes embernek tartottak.

1233 előtt már megvette 120 márkáért Bánd, azaz Seg (Ség) helységet, valamint a Veszprémtől délnyugatra eső Billegét 320, Tótvázsonyt pedig 100 márkáért, majd 1233-ban e birtokai határát meg is járatta.
I. András 1233-ban részt vett az osztrák háborúban, itt szerzett érdemeiért 1235-ben az Igmánd melletti Csanakon 5 ekényi földet kapott, de itt vétel útján is szerzett birtokot, Vata-Csanakán, és a tatárjárás után is itt kért magának birtokot a királytól.
IV. Béla király neki is adta a tatárok miatt szétfutott királyi lovászok földjét. A lovászok azonban egy idő után visszajöttek, s így I. András kénytelen volt földjeik egyrészét visszaadni. Az ekkor készített határjárás szerint I. Andrásnak az Igmándtól délre eső Csepen is volt ekkor birtoka.
1251-ben I. Andrásnak Somogy megyében a Kapoly melletti Zicsen is volt erdeje.
I. András később - talán V. István támogatása miatt - Billegét és Tótvázsonyt elvesztette, de V. István trónra lépése után András I. Miklós nevű fia okleveleit felmutatva azokat visszakapta, e birtokaiban őt 1273-ban IV. László király is megerősítette.

### I. András gyermekei
Két gyermeke volt: I. Miklós (1253-1270) és Erzsébet (1290)
- I. Miklós (1253-1270) - két fia született:

- II. András, aki 1282-ben elesett a hód-tavi csatában.
- I. Lőrinc (Csete) nagy karriert futott be: 1296-1299 között erdélyi vajda volt, 1299-ben pedig csak vajda - ő volt az, aki 1299-ben a Zemplén megyei Gercsely (Gercsen, Kersen) nevű birtokát odaadta a Veszprém megyei Horhi faluért (Horhi puszta), amely Essegvár közelében feküdt, tehát Essegvár még az ő kezében lehetett.  1304-ben Károly Róbert pártján állt, és a király osztrák hercegekkel kötött szövetsége levelére ő is ráfüggesztette pecsétjét. 1306-ban a Bár–Kalán nemzetségért közben járt Kopasz nádornál.
1308 előtt még hírt adott magáról; egy fennmaradt oklevél szerint ekkor Szemlék nevű hű emberének adta az ismeretlen helyen levő Pucur nevű földet. 1308-ban már halott volt. Két fia maradt.
I. Lőrinc fiai:
- II. Lőrinc  (Lőkös) (1299-1302) - neve előfordult már Horhi megszerzésekor is. Ő is Károly Róbert pártján állt, és részt vett Buda ostromában is. Ő azonban még 1308 előtt meghalt.
- II. Miklós (1309-1345) - Neki a király a Duna balpartján és a Tisza mentén nagy birtokokat adományozott a király, ezért 1309-ben dunántúli birtokairól legközelebbi rokona: Lőrinte nemzetségbeli Lőrinte javára lemondott.
A Lőrintének ajándékozott birtokok a következők voltak:
Essegvár, Bánd, Billege, Tótvázsony, Kis-Melked Veszprém vármegyében, Igmánd Komárom megyében és Zics Somogy megyében.
A Duna partján magának megtartott birtokairól nem maradt fenn adat, de egy 1340-ben kelt oklevél II. Miklóst Lőrinc vajda fiának és Pankotaynak írta, melyből következtetve az egykor Zaránd vármegyéhez, később Arad megyéhez tartozó pankotai uradalom ekkortájt az övé volt.
II. Miklós még 1345-ben is élt, egy ez évből származó oklevél szerint mint Billege egykori birtokosa védelmezte Billegéhez való jogát, mivel Lőrente unokáit: Essegvári Tamás fiait a veszprémi káptalan Billegéért megtámadta.
- Erzsébet (1290) - Kékkő urának Mykow fia Péter [Kékkövi Forró Péter] felesége lett. Házassága gyermektelen maradt, ezért férje rokonai 1290-ben hozományát és hitbérét; a Hont megyei Olvár, Aba és Hidvég falvakban levő birtokrészekkel fizették ki.

A nemzetség tagjai a tatárjárás után megfogyatkoztak; többnyire csak András és utódai szerepeltek.
Az Igmánd nemzetség többi ágáról nagyon kevés adat maradt fenn:

### A nemzetség töredék ágai
- Bazil fia Gergely (1233)
- Háb (1233) comes (ispán) - neki legalább két fia és egy Rózsa (1253) nevű lánya volt, akik azonban örökös nélkül korán haltak el. Háb ispán birtokai közeli rokonaira: az első ágból való I. Andrásra és a 7. ágból való Mike Mikó nevű fiára szálltak, akik Háb ispán özvegyét a Győr megyei Pázmándon adott birtokkal elégítették ki, aki e birtokot Rózsa nevű leányára hagyta.

Háb ispán majd Oltus 1234, 1236-ban választott bírók voltak a pannonhalmi apátság és a semptei várjobbágyok közötti perben. Ítéletük végrehajtásával atyjuk fiát Szolnokot bízták meg.
Szolnok (Zonuk) poroszló volt Győr, illetve Komárom megyében. 
Háb, Oltus, Szolnok valamint Mike fiai: I Márton (1233), Mikó (1233-1253) és Miklós (1233-1262), 
Majs fiai: Fedor (1233) és II. Miklós valamint a 9. ágként jelzett Miklós (1233), a 10. ághoz tartozó Jakab (1233), a 11.-hez tartozó Saul (1233) és a 12. ágból való Salamon (1233) és a 13. ághoz tartozó Ombod (Ambod) (1233), valamint annak Gomb és Simon nevű testvére 1333-ban Farkasfia Andrással együtt megvették Vata-Csanaka egy részét.
A fentebb említett Mike Mikó nevű fiától való unokája II. Márton (1262) és Nána (1233) II. Mike (1262) nevű fia Tamás fiával Mózessel (1262), valamint Apocz (Apc) fiai: Miklós és Jakab a Tatától keletre fekvő Tarján falut akarták megvásárolni egy az esztergomi káptalan előtt kötött szerződés szerint, azonban  mások ellentmondtak, így a vétel nem sikerült.
1291-ben az igmándi nemeseket Mocsa szomszédosaiként említették Igmándszeg (Kisigmánd felől. Ekkori felsorolásukkor már csak 6 férfi tagot számoltak.
1332-ben Igmándi Farkast Csór nemzetségbeli Tamás csókakői várnagy fumulusaként (segítőjeként) említették, aki 1332 körül Károly Róbert királytól az egész Igmándot megkapta.
1427-ben Wygmáni Endre Csepen volt birtokos.